# Просовые (триба)
Просовые (лат. Paniceae) — триба однодольных растений подсемейства Просовые (Panicoideae) семейства Злаки (Poaceae). Включает в себя около 2000 видов, из них свыше 600 видов в роде Просо.

## Область распространения
Произрастает в основном в тропических и субтропических поясах обоих полушарий, хотя ареал отдельных представителей крупнейших родов захватывает относительно тёплые области умеренной зоны, куда они попадают преимущественно в качестве сельскохозяйственных растений либо сорняков.

## Некоторые представители
Очень известным культивируемым в умеренном поясе видом является Просо посевное (Panicum miliaceum).
Эндемик Гавайских островов — просо изахновидное (Panicum isachnoides) выделяется вегетативными побегами с густыми чрезвычайно мелкими листочками, внешне напоминающими многоцветковые колоски.
В роде Ежовник есть растения, дающие крупу, в том числе ежовник хлебный (Echinochloa frumentacea) из Южной Азии и ежовник полезный (Echinochloa utilis) из Восточной Азии. Злостный сорняк ежовник обыкновенный (Echinochloa crus-galli) встречается повсеместно кроме Арктики и северной части лесной зоны. Некоторые виды ежовника засоряют исключительно посевы риса.
Для родов Гречка и Росичка характерны общие соцветия, состоящие из односторонних колосовидных веточек с осью, расширенной виде ленты. Для производства крупы в больших объёмах выращиваются гречка ямчатая (Paspalum scrobiculatum), росичка кроваво-красная (Digitaria sanguinalis) и росичка египетская (Digitaria aegyptiaca). 
Род Щетинник (Setaria) характеризуют густые колосовидные метёлки, у которых основание колосков окружено щетинками. На юге умеренного пояса и в субтропиках выращивают на крупу и комбикорм щетинник итальянский (Setaria italica).  Сорными видами являются Щетинник зеленый (Setaria viridis) и Щетинник сизый (Setaria glauca). Гигантский щетинник пальмолистный (Setaria palmifolia) с широкими, но суженными у основания листьями высаживают в оранжереях как декоративное растение.

## Роды
- Acritochaete Pilg.
- Acroceras Stapf in Prain — Акроцерас[2]
- Alexfloydia B.K.Simon
- Alloteropsis C.Presl
- Altoparadisium Filg., Davidse, Zuloaga et Morrone
- Amphicarpum Kunth
- Ancistrachne S.T.Blake
- Anthaenantiopsis Mez
- Anthenantia P.Beauv.
- Anthephora Schreb.
- Arthragrostis M.Lazarides
- Arthropogon Nees
- Axonopus (Steud.) Chase
- Baptorhachis Clayton et Renvoize
- Brachiaria (Trin.) Griseb.
- Calyptochloa C.E.Hubb.
- Canastra Morrone, Zuloaga, Davidse et Filg.
- Cenchrus L.
- Centrochloa Swallen
- Chaetium Nees
- Chaetopoa C.E.Hubb.
- Chamaeraphis R.Br.
- Chlorocalymma Clayton
- Cleistochloa C.E.Hubb.
- Cliffordiochloa B.K.Simon
- Cyphochlaena Hack.
- Cyrtococcum Stapf
- Dallwatsonia B.K.Simon
- Dichanthelium (Hitchc. et Chase) Gould
- Digitaria Haller — Росичка
- Dissochondrus Kuntze
- Eccoptocarpha Launert
- Echinochloa P.Beauv. — Ежовник
- Echinolaena Desv.
- Entolasia Stapf
- Eriochloa Kunth
- Gerritea Zuloaga, Morrone et Killeen
- Holcolemma Stapf et C.E.Hubb.
- Homolepis Chase
- Homopholis C.E.Hubb.
- Hopia Zuloaga & Morrone
- Hydrothauma C.E.Hubb.
- Hygrochloa Lazarides
- Hylebates Chippind.
- Hymenachne P.Beauv.
- Ichnanthus P.Beauv.
- Ixophorus Schltdl.
- Lasiacis (Griseb.) Hitchc.
- Lecomtella A.Camus
- Leucophrys Rendle
- Louisiella C.E.Hubb. et J.Léonard
- Megaloprotachne C.E.Hubb.
- Megathyrsus (Pilg.) B.K.Simon et S.W.L.Jacobs
- Melinis P.Beauv.
- Mesosetum Steud.
- Microcalamus Gamble
- Neurachne R.Br.
- Ocellochloa
- Odontelytrum Hack.
- Ophiochloa Filg., Davidse et Zuloaga
- Oplismenopsis Hack.
- Oplismenus P.Beauv.
- Oryzidium C.E.Hubb. et Schweick.
- Otachyrium Nees
- Ottochloa Dandy
- Panicum L. — Просо typus
- Paractaenum P.Beauv.
- Paraneurachne S.T.Blake
- Paratheria Griseb.
- Paspalum L. — Гречка
- Pennisetum Pers.
- Plagiantha Renvoize
- Poecilostachys Hack.
- Pseudechinolaena Stapf
- Pseudochaetochloa Hitchc.
- Pseudoraphis Griff. ex R.Pilger
- Reimarochloa Hitchc.
- Reynaudia Kunth
- Sacciolepis Nash
- Scutachne Hitchc. et Chase
- Setaria P.Beauv. — Щетинник, или Мышей
- Setariopsis Scribn. ex Millsp.
- Snowdenia C.E.Hubb.
- Spheneria Kuhlm.
- Spinifex L.
- Steinchisma Raf.
- Stenotaphrum Trin.
- Stereochlaena Hack.
- Streptolophus Hughes
- Streptostachys Desv.
- Taeniorhachis Cope
- Tarigidia Stent
- Tatianyx Zuloaga et Soderstr.
- Thrasya Humboldt, Bonpland, & Kunth
- Thrasyopsis Parodi
- Thuarea Pers.
- Thyridachne C.E.Hubb.
- Thyridolepis S.T.Blake
- Trachys Pers.
- Tricholaena Schult. et Schult.f.
- Triscenia Griseb.
- Uranthoecium Stapf
- Urochloa P.Beauv.
- Whiteochloa C.E.Hubb.
- Xerochloa R.Br.
- Yakirra Lazarides & R.D.Webster
- Yvesia A.Camus
- Zuloagaea Bess
- Zygochloa S.T.Blake